# アイスランド沖海戦
アイスランド沖海戦（アイスランドおきかいせん）とは、架空戦記『旭日の艦隊』において照和24年（1949年）12月9日から翌10日にかけてアイスランドとその周辺海域で行われた架空の海戦。戦闘の経過はメディアごとによって差異があるが、本項では原作を基本に経過を示す。

## 発端・序盤
後世世界ではドイツ第三帝国（神聖欧州帝国）は前世（史実の世界）と比較するとその勢力は比較できない程に強大になり、ロンドンを中心とするイギリス南部の大半を支配下に治め、10月に中部攻略作戦『月の兎撃ち作戦』を行ったが日本が派遣した日本海軍旭日艦隊の活躍もあり連合軍の反撃を受け失敗した。
この旭日艦隊を排除しない限り大西洋の制海権を手中に出来ないと判断した第三帝国皇帝ハインリッヒ・フォン・ヒトラーは旭日艦隊をはじめとする連合軍の本拠地となっているアイスランドへの海空連合の大規模攻撃を下令した。
12月9日午前、アイスランド各地に散在するレーダーサイトの一つグバンナダール山の米軍レーダーサイトが敵機を発見、通報を受けた旭日艦隊司令部直衛艦隊、前衛遊撃艦隊は本拠地であるイーサフィヨルズ泊地より出撃した（航空部隊である第一遊撃打撃艦隊、潜水遊撃艦隊は別に作戦中でこの海戦には参加していない）。

## 前半
第一警報より20分後、前述のグバンナダール山を始め各地のレーダーサイトを独海軍第一機動部隊艦載機が急襲、出動した米英迎撃機の無線交信を傍受した大石蔵良司令長官をはじめとする旭日艦隊首脳部は偶然来訪していた紺碧艦隊司令官前原一征の助言を元に敵艦隊が南方にいると判断、航空偵察及び艦隊の南下を命令した。
一方、イーサフィヨルズ泊地にはクラウス・ヘルドヴィッヒ大佐率いる独重爆撃機『アングルホザ』爆撃機隊50機が来襲したが、配備されたばかりの電子戦用飛行艇『兎空』の座乗の大利根潮大佐の指揮の下、電波妨害及び泊地の対空砲火、出動した『蒼萊改』の攻撃を受け指揮官機を含む47機が撃墜された。

## 後半
一方、旭日艦隊はレイキャビク沖で独艦載機攻撃隊と遭遇、雷撃機一個中隊を旗艦『日本武尊』主砲気化弾によって殲滅した。
程なく独第一機動部隊発見の情報があり先行していた赤城毅少将率いる前衛遊撃艦隊に航空攻撃による先制攻撃を命令、連絡を受けた前衛遊撃艦隊旗艦『虎狼』及び僚艦『海狼』、『海虎』は艦載攻撃機『光武』より配備されたばかりの誘導爆弾『空雷』及び対艦噴進弾『猟火』によるアウトレンジ航空攻撃を反復して行い旗艦を務める戦艦『ロートリンゲン』、航空母艦『ザクゼン』、『ナッサウ』『ファルツ』に被害を与えた。特に3空母は飛行甲板が破壊されその機能を喪失した。
これに先立ち、第一機動部隊アルフレート・フォン・ラーベ司令長官はヴィルヘム・ローゼンベルグ次席指揮官の進言を受け第2次攻撃隊を旭日艦隊に向かわせたが攻撃隊は撃墜ないし母艦を失って不時着に追い込まれている。更に後退を巡ってラーベとローゼンベルグとの間に諍いが起こり、ローゼンベルグは自室に監禁された。

## 終盤
翌10日午前6時、退却中の第一機動部隊に追いついた前衛遊撃艦隊は砲撃戦を開始、4時間後ロッコール諸島西の海上にて司令部直衛戦隊も追いつき『日本武尊』は攻撃を開始した。3空母に対しては対艦噴進弾、残っていた重巡洋艦『ゲシュライ』、『フォルトシッケン』、『ヴェルトシュメルツ』は主砲による射撃で沈没させた。旗艦『ロートリンゲン』は主砲による攻撃の後随伴していた駆逐艦の雷撃で止めを刺され、ラーベ司令長官、自室に取り残されたローゼンベルグと共に沈没、残存の軽巡洋艦、駆逐艦は降伏した。
しかし直後、独第九潜水戦隊に所属する独ムスベルスヘイム型潜水空母『CU-18潜』の対艦ミサイル『アリガートア』2発が『日本武尊』に発射されたが防御爆雷及び対空砲火でこれを退け、『CU-18潜』も主砲から発射された水中弾で撃沈された。

## メディア毎の差異
独側の作戦の意図
原作でこの作戦を発案したのはヒトラーであるが、コミック・OVA版では発案したのはOKR総長ワルター・G・F・マイントイフェルであり、爆撃機隊と機動部隊を捨て駒にした大掛かりな偵察であった。なおコミック、OVA版において独側はステルス機を用いて写真偵察を行っているがその際に使われた機体はコミック版が『ブレーダーマウス』に対しOVA版では『アングルホザ』であった。
攻撃に使用された爆撃機
原作、コミック版『紺碧の艦隊』において攻撃を行ったのは『アングルホザ』であるがコミック版『旭日』で攻撃を行ったのはオリジナルの機体である『ミョルニール』であり、OVA版ではジェット化された『ヨルムンガンド』である（原作・コミックでは一貫して緊急用のロケットエンジンを装備したレシプロ機である）。この時の『ヨルムンガンド』は電波妨害機能を有していた。
紺碧艦隊の関わり
原作、コミック版『紺碧』で登場するのは当時旗艦であった『特潜伊601 富嶽号』であり戦闘時にはドッグに停泊中で戦闘に参加していない。しかしOVA版では新型の『潜伊3001 亀天号』の習熟航海で立ち寄っており、『ロートリンゲン』及び3重巡に雷撃を与えて撃沈している（独艦隊の位置も海戦数日前、潜航中に探知した放射音から目当てを付けている）。コミック版『旭日』では参加していない。
『日本武尊』に対する独第一次攻撃隊の攻撃
原作では雷撃機一個中隊を主砲気化弾で殲滅しただけで他の攻撃部隊は帰投しているがコミック、OVA版においては第一次攻撃隊をまとめて殲滅した様に描写されている。また、OVA版では秋月型駆逐艦『玄月』が攻撃を受けて戦没している。第一次攻撃隊の攻撃に先立って急降下爆撃機1機が日本武尊に突入し爆弾は命中しなかったものの艦橋が機銃掃射を受け少なくとも機銃手1名が戦死している。なお、この機体は前原によって機銃で撃墜された。
空雷（航空機迎撃用）
原作、コミックで投下したのは『蒼莱改』だがOVA版では『光武改』が投下し、『蒼莱改』は専ら機関砲による攻撃に徹した。
猟火
原作では気化弾頭およびクラスター式の飛行甲板破壊弾頭を使用しているがコミック、OVA版では艦艇破壊用の炸薬弾頭であり、攻撃も空母や駆逐艦に絞って行われている。OVA版で3空母はこれにより自沈に追い込まれた。
ラーベとローゼンベルグの確執
コミック版ではローゼンベルグがラーベに拳銃を突きつけたところに『日本武尊』の砲撃が『ロートリンゲン』に直撃してそのまま沈没している。またOVA版ではローゼンベルグはラーベを拳銃で殴って気絶させてそのまま艦隊の指揮を執り、『ロートリンゲン』の前後を『ゲシュライ』と『フォルトシッケン』に固めさせて『日本武尊』に砲撃戦を挑むが、『日本武尊』に砲撃を回避され、『亀天号』による雷撃によって『ロートリンゲン』と重巡は沈められた。
『CU-18』に対する攻撃
原作では当初、『ロートリンゲン』に対して水中弾攻撃を行う筈であったが大石の判断により備えとして1発ずつ前後主砲に装填されていた。しかしコミック版『紺碧』では前原の察知能力により攻撃位置が伝えられている。コミック版『旭日』では『CU-18』は登場しなかった。
この他のOVAでのオリジナルの展開
電子管制を『兎空』ではなく艦載機『星鵬』が担当、対空戦闘を行う日本艦艇の中に第一遊撃打撃艦隊にしか所属していない筈の利根型対空巡洋艦と見られる艦艇の姿が確認できる。